# BV Barmen
BV Barmen was een Duitse voetbalclub uit Barmen, Noordrijn-Westfalen.

## Geschiedenis
De club werd opgericht in 1904. De club sloot zich aan bij de West-Duitse voetbalbond en ging vanaf 1906 in de Bergse competitie spelen. De eerste seizoenen was de club een lagere middenmoter. In 1911 werd de competitie samengevoegd met die van Noordrijn. Datzelfde jaar werd de club onderdeel van overkoepelende turnclub Barmer TV 1846, maar bleef wel onder de naam BV Barmen spelen. Barmen werd kampioen van Berg en nam het in de finale op tegen de Noordrijnse kampioen Düsseldorfer SV 04 en won met 1:2. Hierdoor plaatste de club zich voor de West-Duitse eindronde waar ze meteen verloren van VfVuSp 1896 Düren. De volgende twee seizoenen kon de club niets maken en in 1913 werden de clubs overgeheveld naar de Zuidrijncompetitie, maar de club moest nu wel in de tweede klasse gaan spelen. In 1915 keerde de club terug voor twee seizoenen. Na de Eerste Wereldoorlog werd de club ingedeeld in de competitie van Bergisch-Mark, maar slaagde er niet meer in te promoveren naar de hoogste klasse.
In 1924 fuseerde de club met TuSV 1872 Barmen en VfB Barmen tot Sportfreunde Schwarz-Weiß Barmen.

## Erelijst
Kampioen Noordrijn-Berg
1911